# Wolfgang Lüttke
Wolfgang Lüttke (* 20. November 1919 in Köln; † 20. Oktober 2018 in Göttingen) war ein deutscher Chemiker und Hochschullehrer.

## Leben und Wirken
Wolfgang Lüttke wurde am 20. November als Sohn von Georg Walter Lüttke und Gertrud Lüttke (* 5. März 1893, † Februar 1943 im KZ Auschwitz, Tochter von Robert Curjel) in Köln geboren. Er hatte einen jüngeren Bruder Thomas Arnold, wuchs in Berlin auf und begann sein Chemiestudium 1941 in Freiburg. 1944 erhielt er sein Diplom und wurde 1949 im Institut für Physikalische Chemie an der Albert-Ludwigs-Universität Freiburg bei Reinhard Mecke mit Ultrarot-Untersuchungen über die Assoziation einiger Phenole promoviert. Er habilitierte sich dort 1956 in Physikalischer Chemie über Spektroskopische Untersuchungen an Nitroso-Verbindungen. Schon 1960 folgte er einem Ruf auf ein Extraordinariat für Organische Chemie an der Universität Göttingen. Einen Ruf an die RWTH Aachen lehnte er 1961 ab und wurde stattdessen in Göttingen zum ordentlichen Professor für organische Chemie berufen. 1965 lehnte er den Ruf als Nachfolger seines Doktorvaters Reinhard Mecke in Freiburg ab, was die Göttinger Chemiestudenten mit einem Fackelzug ehrten. 1967 – 1968 war Lüttke Dekan der Mathematisch-Naturwissenschaftlichen Fakultät in Göttingen. 1972  – 1980 war er dort geschäftsführender Direktor am Institut für Organische Chemie. Zu seinen Schülern gehören unter anderem Armin de Meijere und Martin Klessinger. 1987 wurde er emeritiert, sein Nachfolger im Institut für Organische Chemie wurde 1989 Armin de Meijere.

## Wissenschaftliche Arbeiten
Wolfgang Lüttke forschte an den elektronischen Eigenschaften mono- und dimerer C- und N-Nitrosoverbindungen und am Chromophor-Systems des Indigos. Er entwarf das Konzept des Ur-Indigos und entwickelte darauf aufbauend Synthesen für dessen Schwefel-, Selen- und Stickstoffderivate. Auch führte er Untersuchungen an Phenazinfarbstoffen durch und synthetisierte neuartige Laserfarbstoffe.

## Auszeichnungen
Lüttke erhielt 1959 den Chemiepreis der Akademie der Wissenschaften zu Göttingen und gehört der dortigen Akademie seit 1972 als ordentliches Mitglied der Mathematisch-Physikalischen Klasse an. Seit 1987 war er auswärtiges Mitglied der Norwegischen Akademie der Wissenschaften und der Königlich-Norwegischen Wissenschaftsgesellschaft in Trondheim.